# Gullticka
Gullticka (Skeletocutis amorpha) är en svampart som först beskrevs av Elias Fries, och fick sitt nu gällande namn av Kotl. & Pouzar 1958. Gullticka ingår i släktet Skeletocutis och familjen Polyporaceae.  Arten är reproducerande i Sverige. Inga underarter finns listade i Catalogue of Life.

## Källor

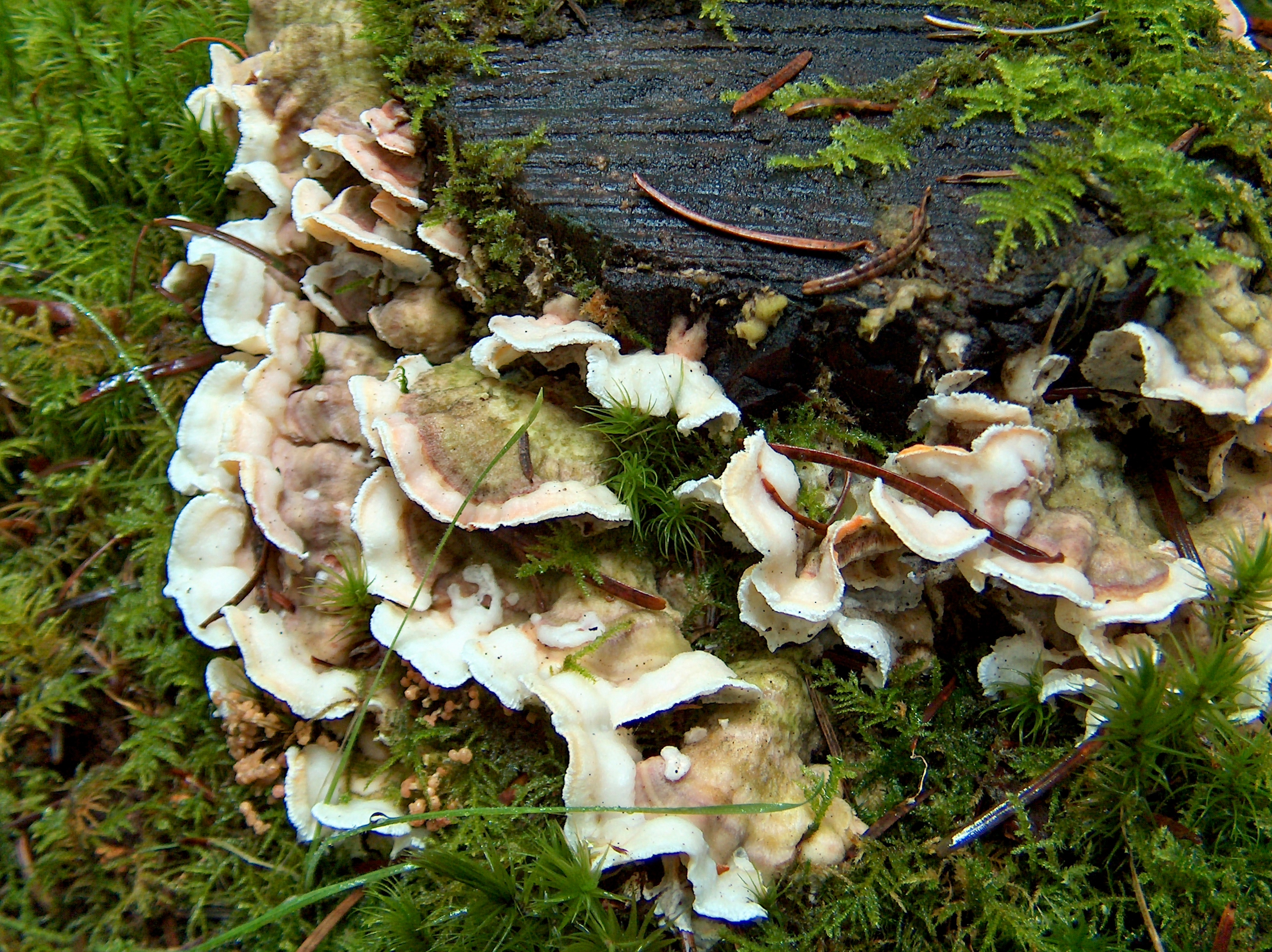
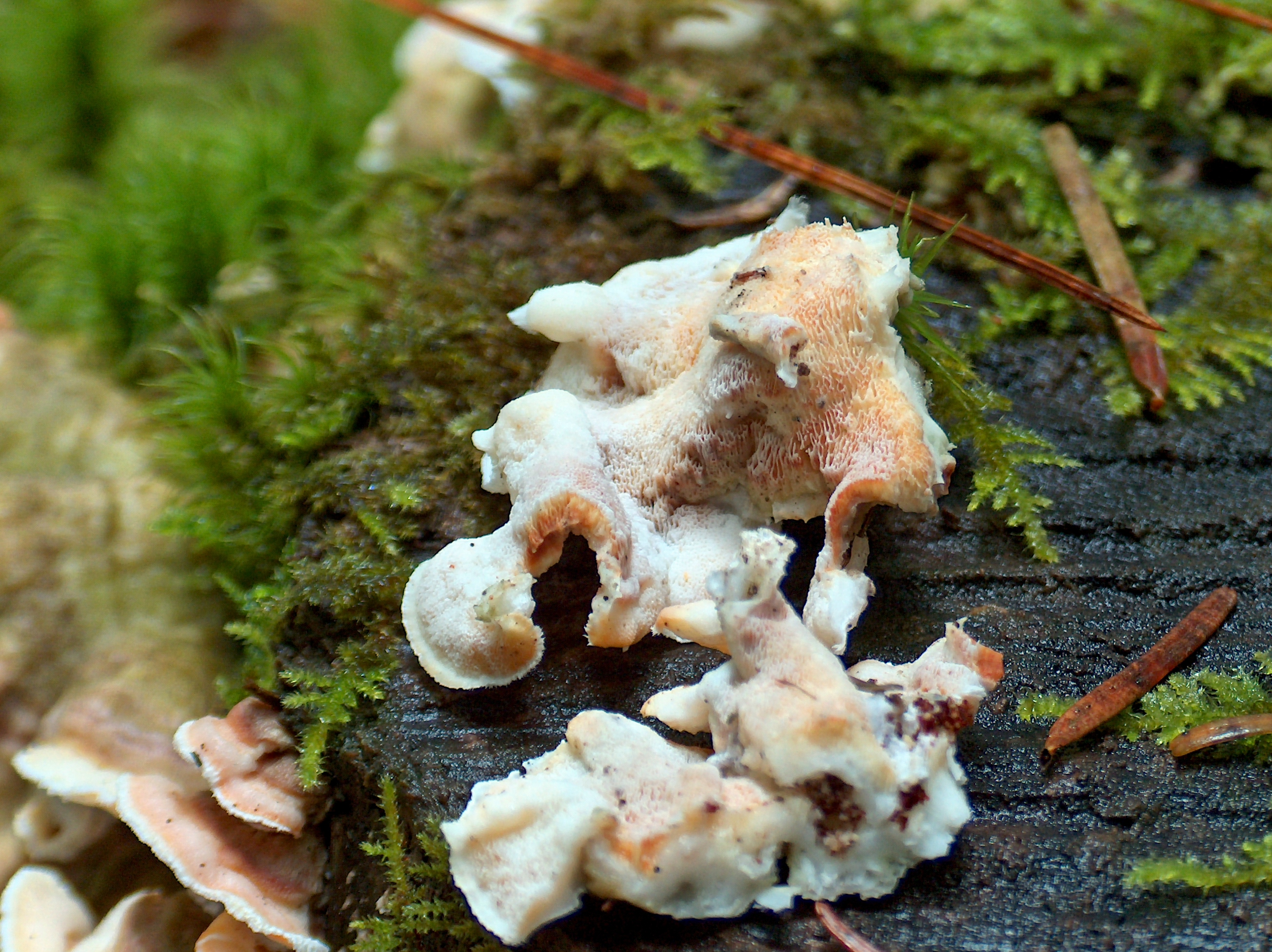
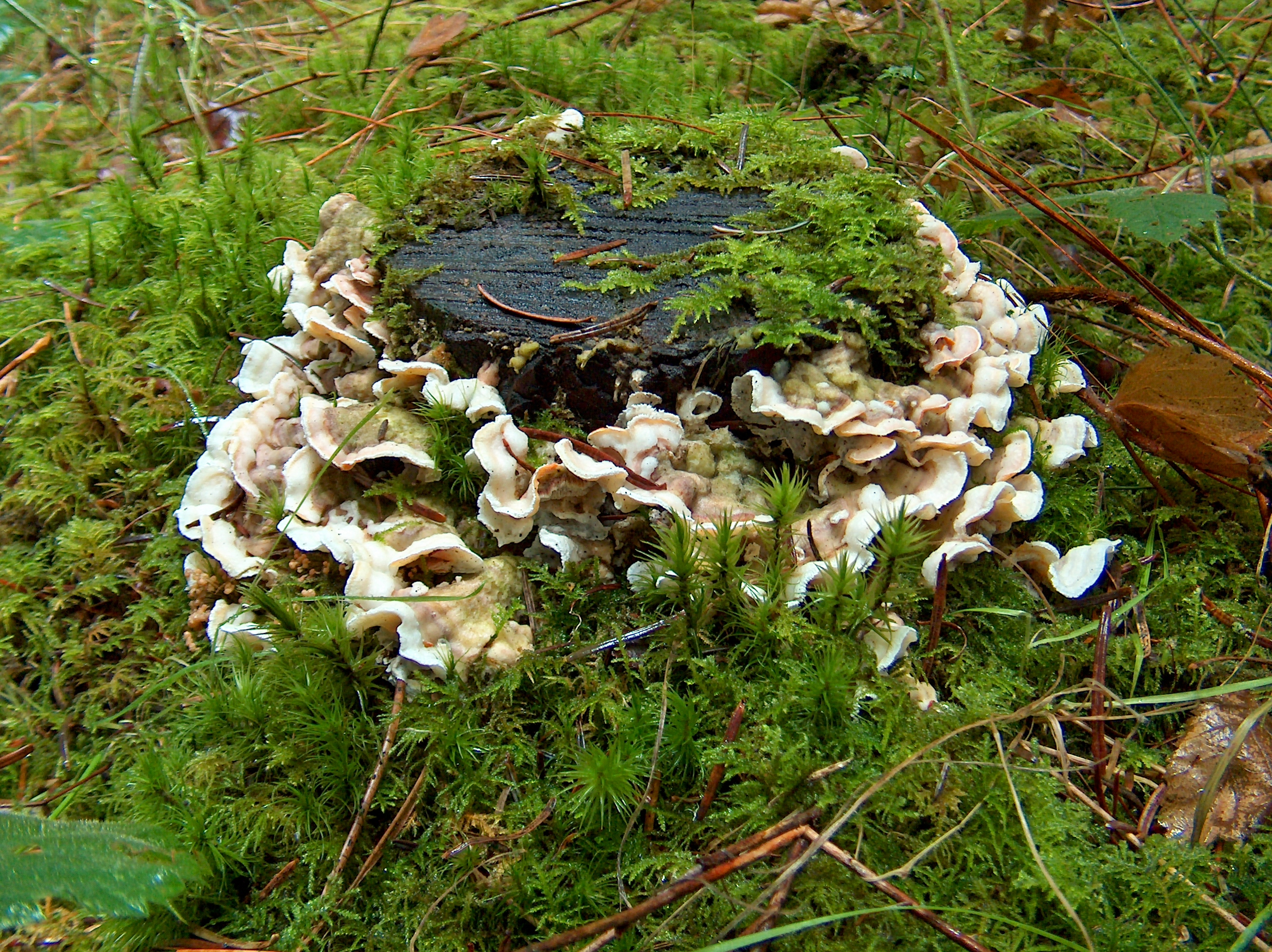